# Nigel Winterburn
Nigel Winterburn (Arley, 1963. december 11. –) angol válogatott labdarúgó, edző.  Pályafutása legeredményesebb éveit az Arsenalnál töltött el, 13 évet. A fővárosi gárda egyik legendájává vált, melynek színeiben 584 tétmérkőzésen léphetett pályára.

## Pályafutása

### Klubcsapatban
1981-ben a Birmingham City csapatánál lett profi de tétmérkőzésen nem kapott lehetőséget, ezért egy szezont követően távozott. Az Oxford United együttesénél sem kapott lehetőséget, innen ingyen távozott a Wimbledonhoz. 1987-ben távozott, amikor is az Arsenalnál a már kiöregedő Kenny Sansom helyére kerestek fiatal játékost. Első szezont leginkább még a tartalékok között töltötte. 2000 júniusában, 36 évesen a West Ham Unitedbe igazolt. 2003. február 2-án a Liverpool ellen lépett utoljára pályára, majd visszavonult.

### A válogatottban
1989. november 15-én mutatkozott be az angol labdarúgó-válogatottban az olasz labdarúgó-válogatott elleni barátságos mérkőzésen, amikor a 67. percben váltotta Stuart Pearcet. 1993. június 14-én lépett következő alkalommal pályára a német labdarúgó-válogatott ellen, ezután már csak 1999-ben egy alkalommal a kispadon kapott lehetőséget.

## Sikerei, díjai
- Arsenal
  - Angol bajnok: 1988–89, 1990–91, 1997–98
  - Angol kupa: 1992–93, 1997–98
  - Angol szuperkupa: 1991, 1998, 1999
  - Kupagyőztesek Európa-kupája: 1994